# Regerende Senaat
De Regerende Senaat (Russisch: Правительствующий сенат; Pravitelstvoejoesjtsji senat) was een wetgevend, rechterlijk en uitvoerend orgaan van de Russische tsaren, ingesteld door Peter de Grote om de Bojarendoema te vervangen en bleef bestaan tot de Russische Revolutie. De voorzitter van de senaat werd aangeduid met de titel opperprocureur (обер-прокурор, ober-prokoeror).
De Staatsraad die werd gecreëerd door de regeringshervormingen van Alexander I zou de uitvoerende macht moeten krijgen van de Senaat en een voorzien parlement zou de wetgevende macht moeten krijgen. De hervormingen stokten echter in 1810.